# 헬리아데스

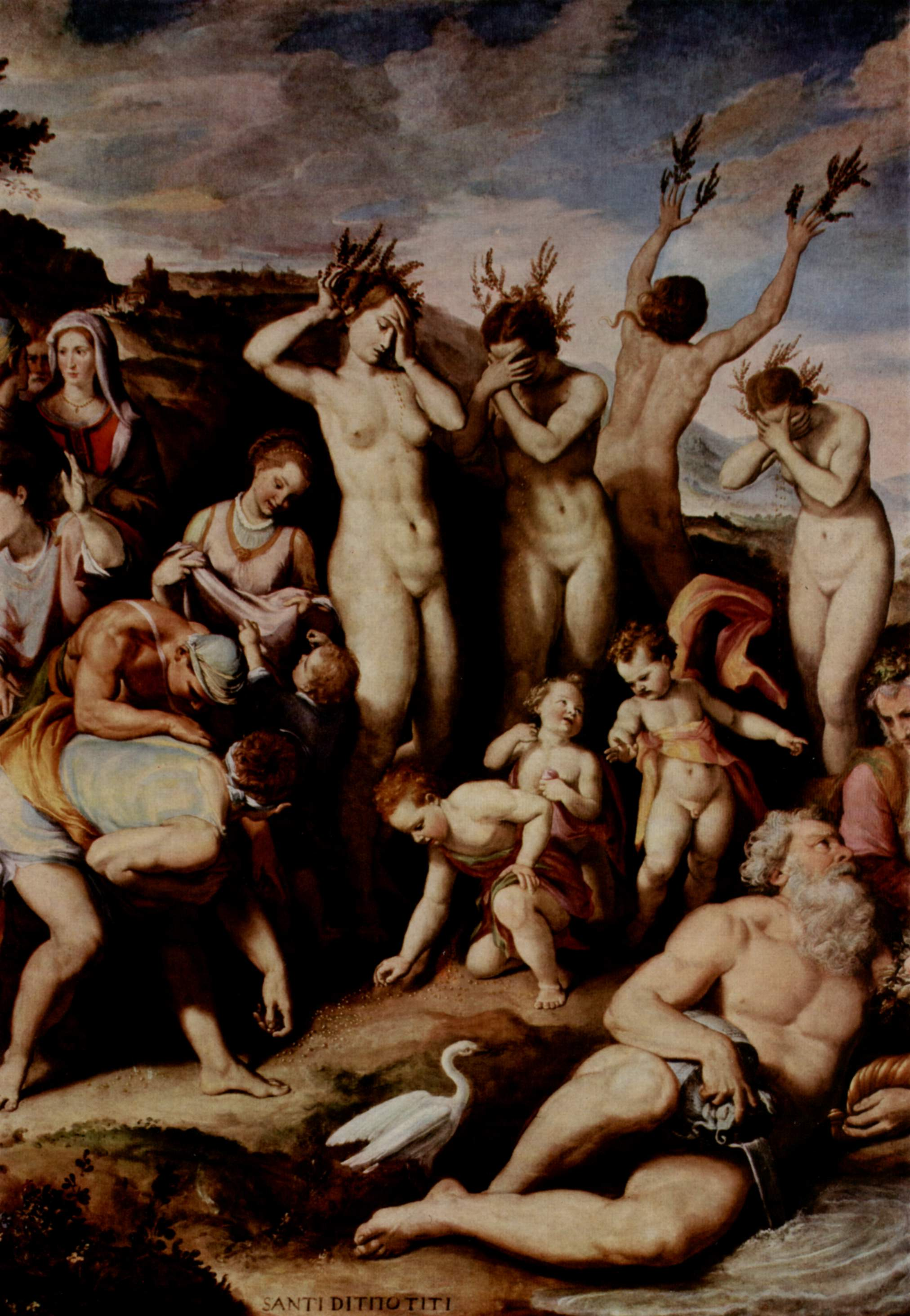

헬리아스(그리스어: Ηλιάς), 또는 헬리아데스(그리스어: Ηλιάδες, "태양의 아이들")는 헬리오스와 오케아니스 클리메네의 딸들이다.
전승에 따라서 구성원의 이름과 수가 다르다. 한 전승에는 아이기알레이아, 아이글레, 아이테리아의 세 명이라고 전하며, 다른 전승에는 헬리아, 메로페, 포이베, 아이테리아, 디옥시페의 다섯 명이라고 전한다. 또 다른 전승에서는 네아이라의 딸들로 전해지는 파에토우사, 람페티에가 포함되기도 한다.
이들의 남자 형제인 파에톤은 아버지의 태양 전차를 몰고 하늘을 가로지르다 말을 통제할 수 없게 되어 추락하여 죽었다. (대부분의 전승에서는 대지가 불타는 것을 막기 위해 제우스가 벼락을 쳤다고 전한다.) 그의 죽음에 헬리아데스는 네 달 동안 슬픔에 빠져 눈물을 흘렸는데, 이것을 본 신들은 그들을 포플러 나무로 변신시키고 눈물은 호박으로 바꾸었다. 일부 전승에 따르면 헬리아데스의 눈물 (호박)이 파에톤이 추락한 에리다노스 강에 떨어졌다고 한다.
히기누스의 저서에는 헬리아데스가 포플러 나무로 변한 이유가 아버지 헬리오스의 허락 없이 파에톤을 위해 전차에 멍에를 씌운 것 때문이라고 전한다.

## 참고 문헌
- 오비디우스. 《변신 이야기》 II, 340.
- 가이우스 율리우스 히기누스. Fabulae CLIV & CLII A
- 윌리엄 스미스; Dictionary of Greek and Roman Biography and Mythology, 런던 (1873년). "Heliadae and Heliads"
- Theoi Project - Heliades

- 본 문서에는 현재 퍼블릭 도메인에 속한 윌리엄 스미스가 쓴 《그리스와 로마의 전기와 신화 사전》 (1870년)의 내용을 기초로 작성된 내용이 포함되어 있습니다.